# Tettodrilus friaufi
Tettodrilus friaufi är en ringmaskart som beskrevs av Holt 1968. Tettodrilus friaufi ingår i släktet Tettodrilus och familjen Cambarincolidae. Inga underarter finns listade i Catalogue of Life.